# 第44回有馬記念
第44回有馬記念（だい44かいありまきねん）は、1999年12月26日に中山競馬場で施行された競馬競走である。グラスワンダーがスペシャルウィークの猛追を抑え、史上3頭目の有馬記念連覇を果たした。年齢は全て旧表記（数え年）にて表記。

## レース施行時の状況
前年の有馬記念を優勝したグラスワンダーは、この年は宝塚記念を含む重賞3勝、安田記念2着と安定した成績で史上3頭目の連覇に臨んでいた。しかしファン投票では天皇賞の春秋連覇を成し遂げ、前走のジャパンカップを優勝していたスペシャルウィークに抑えられ2位での選出だった。だが当日の単勝人気ではグラスワンダーが1番人気、スペシャルウィークが2番人気に支持された。両馬は第40回宝塚記念で対戦しており、この時はグラスワンダーの完勝であったが、その後スペシャルウィークが後方待機に脚質転換しており、2頭の位置取りは宝塚記念と逆になるであろうことが予想されており、2頭の対決に注目が集まった。なお、インターフラッグが競走除外となった。

## 出走馬と枠順

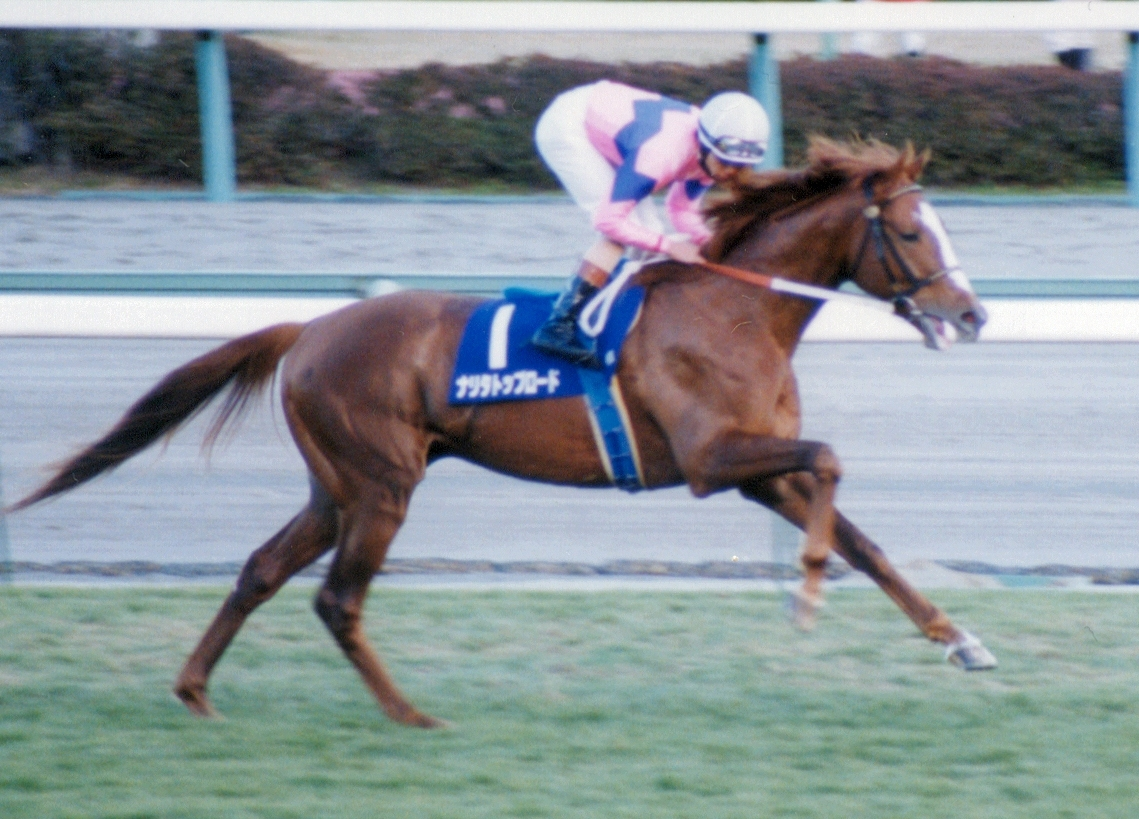
ナリタトップロード
有馬記念当日

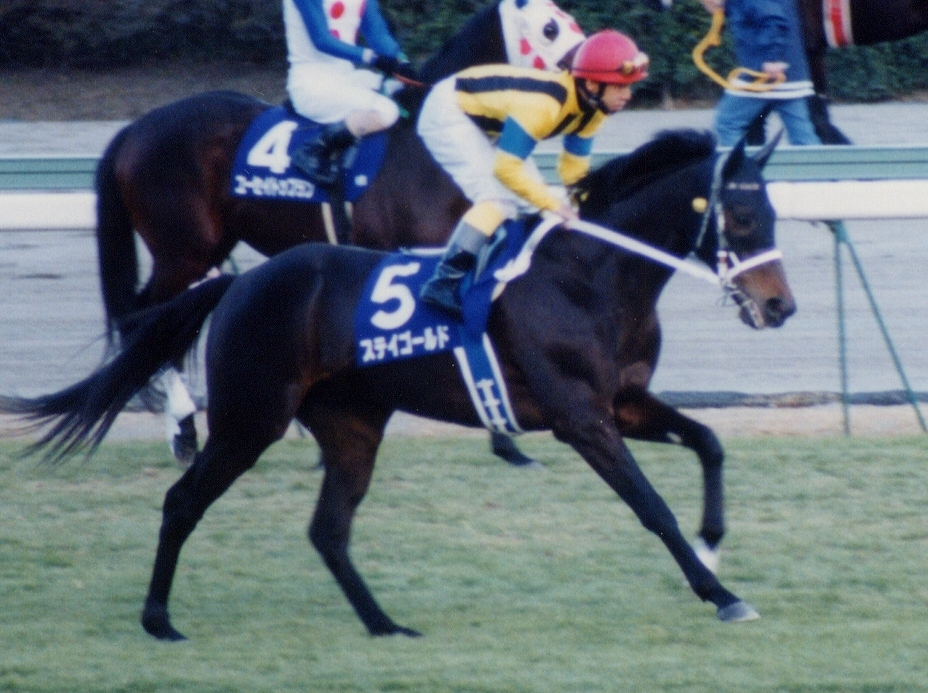
ステイゴールド
有馬記念当日

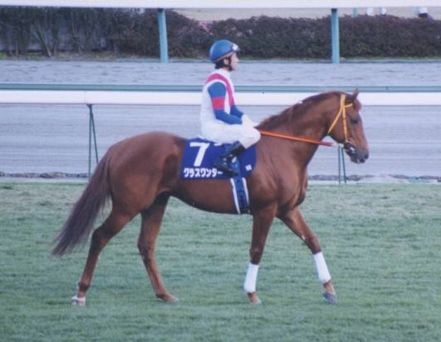
グラスワンダー
有馬記念当日

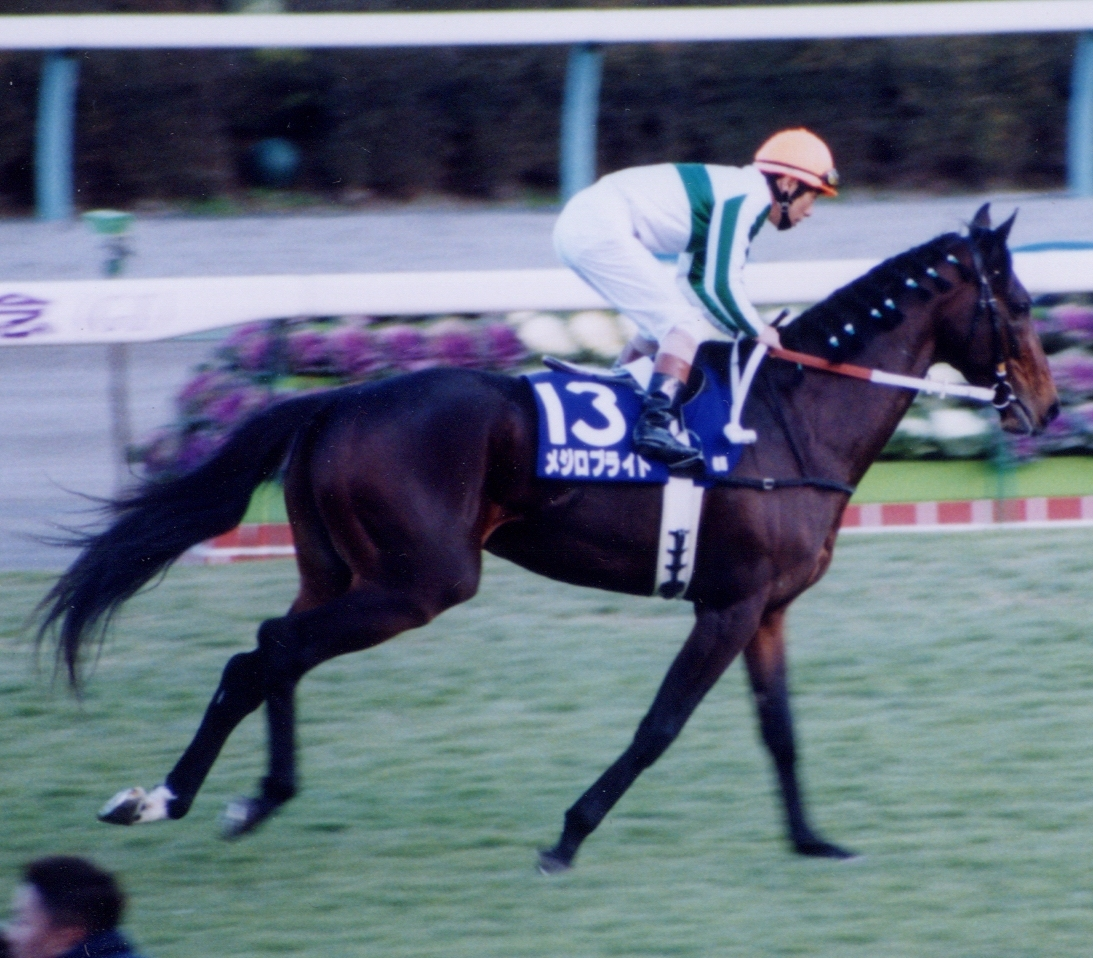
メジロブライト
有馬記念当日

天候：晴れ、芝：良馬場
| 枠番 | 馬番 | 競走馬名           | 性齢 | 騎手     | オッズ      | 調教師     |
| ---- | ---- | ------------------ | ---- | -------- | ----------- | ---------- |
| 1    | 1    | ナリタトップロード | 牡4  | 渡辺薫彦 | 6.8(4人)    | 沖芳夫     |
| 2    | 2    | スエヒロコマンダー | 牡5  | 後藤浩輝 | 128.2(12人) | 松元茂樹   |
| 2    | 3    | スペシャルウィーク | 牡5  | 武豊     | 3.0(2人)    | 白井寿昭   |
| 3    | 4    | ユーセイトップラン | 牡7  | 松永幹夫 | 139.9(13人) | 音無秀孝   |
| 3    | 5    | ステイゴールド     | 牡6  | 熊沢重文 | 31.6(8人)   | 池江泰郎   |
| 4    | 6    | シンボリインディ   | 牡4  | 横山典弘 | 26.1(7人)   | 藤沢和雄   |
| 4    | 7    | グラスワンダー     | 牡5  | 的場均   | 2.8(1人)    | 尾形充弘   |
| 5    | 8    | インターフラッグ   | 牡5  | 岡部幸雄 | (競走除外)  | 工藤嘉見   |
| 5    | 9    | フサイチエアデール | 牝4  | 福永祐一 | 79.0(10人)  | 松田国英   |
| 6    | 10   | ツルマルツヨシ     | 牡5  | 藤田伸二 | 12.1(6人)   | 二分久男   |
| 6    | 11   | テイエムオペラオー | 牡4  | 和田竜二 | 12.0(5人)   | 岩元市三   |
| 7    | 12   | ファレノプシス     | 牝5  | 蛯名正義 | 68.8(9人)   | 浜田光正   |
| 7    | 13   | メジロブライト     | 牡6  | 河内洋   | 6.5(3人)    | 浅見秀一   |
| 8    | 14   | ゴーイングスズカ   | 牡7  | 芹沢純一 | 163.6(14人) | 橋田満     |
| 8    | 15   | ダイワオーシュウ   | 牡6  | 柴田善臣 | 95.1(11人)  | 二ノ宮敬宇 |

## レース展開
レースはゴーイングスズカが引っ張り、1000m通過タイムが64〜65秒という極端なスローペースになった。そんな中、スペシャルウィークは最後方に控え、後方10,11番手に控えたグラスワンダーをマークする作戦を取る（この形は2頭が出走した宝塚記念とは逆の形である）。そして最後の直線残り250mでツルマルツヨシが早めに先頭に立つが、残り50m付近で同年の皐月賞優勝馬テイエムオペラオーに交わされ、さらにグラスワンダーとそれをマークしていたスペシャルウィークが外からテイエムオペラオーを追い上げる。3頭の意地がぶつかり合う叩き合いとなったが、テイエムオペラオーがわずかに交わされ、グラスワンダーとスペシャルウィークがほぼ並んだ状態でゴール板を駆け抜けた。

## 入線後
結果は写真判定に持ち込まれ、ゴール後もなかなか結果は出なかったが、スペシャルウィークの鞍上の武豊が勝利を確信したためウイニングランを行い、一方、それを見たグラスワンダーと鞍上の的場は負けを確信したのか引き上げていき、躊躇しながらも2着馬の位置に馬を収めた。まだ電光掲示板に正確な着順が発表されないうちから、場内の雰囲気はスペシャルウィーク有利の見方に傾きつつあった。
ところが、スペシャルウィークと武豊が枠場に戻ってきたとき、電光掲示板に着順名表示され場内が騒然とした。長い間の写真判定の結果、実際にはハナ差でグラスワンダーに軍配が挙がっていた。その差はわずか4cm。スペシャルウィークはあと一歩のところで秋GI3連勝を逃した。極めて微妙な決着であり、また追い込んできたスペシャルウィークの勢いが完全に勝っていたため、勝利ジョッキーインタビューでもグラスワンダーの鞍上だった的場均は「豊がウイニングランをしたので負けたと思った」と、この際どい勝負を物語っている。しかし、的場は勝利してもガッツポーズをしないジョッキーであったため、武が勝利したと思ったのではないかとも言われている。このことで負けていたにもかかわらずウイニングランを行うという珍事も起こった。

## レース結果

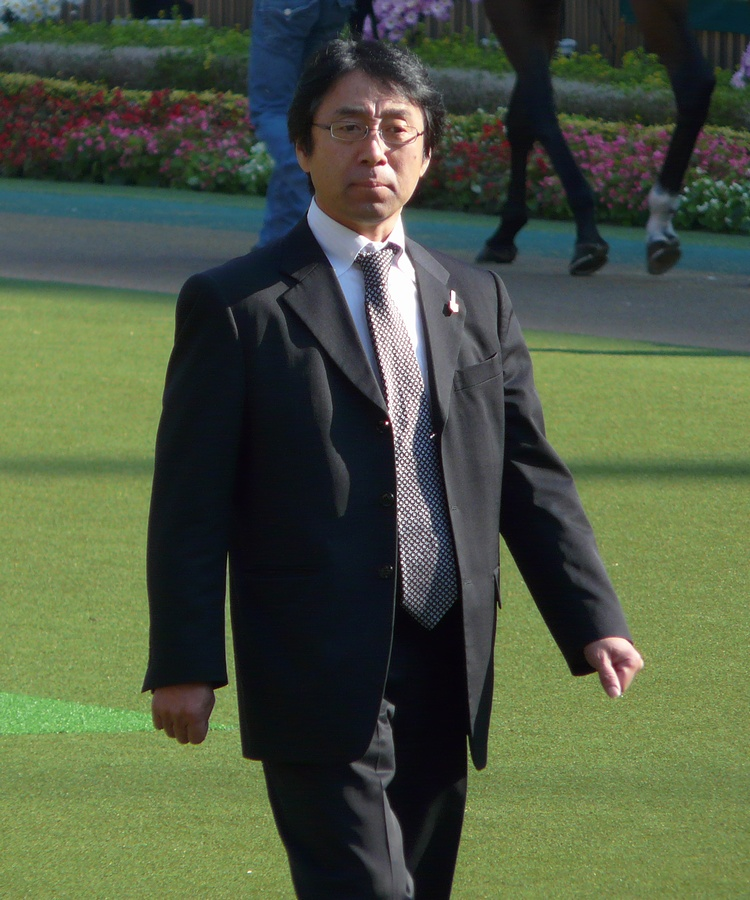
勝利騎手・的場均
（2010年11月27日）

### 全着順
| 着順 | 枠番 | 馬番 | 競走馬名           | タイム | 着差      |
| ---- | ---- | ---- | ------------------ | ------ | --------- |
| 1    | 4    | 7    | グラスワンダー     | 2:37.2 |           |
| 2    | 2    | 3    | スペシャルウィーク | 2:37.2 | ハナ      |
| 3    | 6    | 11   | テイエムオペラオー | 2:37.2 | クビ      |
| 4    | 6    | 10   | ツルマルツヨシ     | 2:37.3 | 1/2馬身   |
| 5    | 7    | 13   | メジロブライト     | 2:37.5 | 1馬身     |
| 6    | 8    | 14   | ゴーイングスズカ   | 2:37.5 | クビ      |
| 7    | 1    | 1    | ナリタトップロード | 2:37.8 | 1 3/4馬身 |
| 8    | 7    | 12   | ファレノプシス     | 2:38.1 | 1 3/4馬身 |
| 9    | 5    | 9    | フサイチエアデール | 2:38.1 | アタマ    |
| 10   | 3    | 5    | ステイゴールド     | 2:38.2 | 1/2馬身   |
| 11   | 2    | 2    | スエヒロコマンダー | 2:38.2 | クビ      |
| 12   | 8    | 15   | ダイワオーシュウ   | 2:38.3 | 1/2馬身   |
| 13   | 3    | 4    | ユーセイトップラン | 2:38.9 | 3 1/2馬身 |
| 14   | 4    | 6    | シンボリインディ   | 2:39.2 | 2馬身     |
| 除外 | 5    | 8    | インターフラッグ   | -      | -         |

### データ
| 1000m通過タイム     | 65.2秒（ゴーイングスズカ）   |
| 上がり4ハロン       | 47.6秒                       |
| 上がり3ハロン       | 35.3秒                       |
| 優勝馬上がり3ハロン | 34.6秒                       |
| 上がり最速          | 34.5秒（スペシャルウィーク） |

### 払戻
| 単勝式 | 7    | 280円 |
| 複勝式 | 3    | 140円 |
| 複勝式 | 7    | 140円 |
| 複勝式 | 11   | 260円 |
| 枠連   | 2-4  | 450円 |
| 馬連   | 3-7  | 470円 |
| ワイド | 3-7  | 240円 |
| ワイド | 3-11 | 750円 |
| ワイド | 7-11 | 620円 |

## レース後
レース内容はスペシャルウィークが上であったようにも思えただけにレース後、武は「競馬に勝って勝負に負けたという感じです」と答えた。なお、実は写真判定の結果はもっと早く出ていた。しかし、ウイニングランを行っている武の心情を日本中央競馬会（JRA）が配慮して武が帰ってくるまで遅らせたという。

## 達成された記録
グラスワンダーはスピードシンボリ・シンボリルドルフに続く史上3頭目の本レース連覇を達成。また、宝塚記念とともに同一年グランプリ制覇を果たした。中山競馬場では他に1997年の朝日杯3歳ステークスも勝利しており、中山競馬場でのGI3勝はシンボリルドルフ・ナリタブライアンに並ぶ最多タイ記録。
勝ちタイム2:37.2は、グレード制導入後の同レース最遅記録（2024年現在）

## テレビ・ラジオ中継
本レースのテレビ・ラジオ放送の実況担当者
- 日本放送協会 (NHK)[6]
  - 実況：藤井康生
  - 番組司会：福澤浩行
  - 解説：鈴木康弘（調教師）
  - ゲスト：吉沢譲治（競馬評論家・ノンフィクションライター）
- ラジオたんぱ：白川次郎（チーフアナウンサー）
- フジテレビ
  - 実況：堺正幸（アナウンス室専任部長）
  - 解説：吉田均（競馬エイト）・東信二（元JRA騎手、第26回有馬記念(1981年)（アンバーシャダイ）勝利騎手）
  - パドック実況：三宅正治
  - ゲート前リポーター：吉田伸男
  - 勝利ジョッキーインタビュー：青嶋達也
- 関東独立U局：長岡一也
- ニッポン放送：小野浩慈
- 文化放送：長谷川太

## レースにまつわるエピソード
このレースの5日前、大川慶次郎が高血圧性脳出血で死去した。大川はグラスワンダーを本命にしており、「生前最後の予想」が的中することになった。